# Eldborgs skål
Eldborgs skål, på norska eldbjørgdagen, under vikinga- och medeltiden elsdagar jóla, på isländska eldbjargarmessa och i Sverige i Bohuslän eldborgs skål var en sed och helg som firades den 7 januari. I övriga Norden kallades helgen Hertig Knuts helg till åminnelse av mordet på Knut Lavard nämnda datum år 1131.
Eldborgs skål var ett offer till elden på härden som brunnit genom julen. I nuvarande Sverige har seden endast förekommit i Bohuslän, där den är känd sedan 1700-talet. I södra Norge har den varit vanlig och kan beläggas redan på 1300-talet. Ceremonin ägde oftast rum 7 januari och bestod i att husmodern offrade öl, bröd, kött m.m. i elden på härden, sedan man först gemensamt druckit eldborgs skål. Hon uttalade därvid en besvärjelse, som kunde lyda: "Så högt min eld, men varken högre eller hetare!" I Telemark var eden mycket snarlik den bohuslänska: "So høgt min eld, men inkje høgare og heitare hell!" medan den var något annorlunda och i stället anspelade på Knut den helige i exempelvis Valdres: "Hjelpe meg Gud og Sante Knut, at aldri min varme sloknar ut!". Därmed var julen slut, julgästerna kunde avresa och gården skyddad från vådeld under det kommande året.
I somliga bygder var seden utformad som ett omen – sittande på golvet drack man ur en skål som man höll fast mellan tänderna och gjorde sedan en häftig knyck med huvudet och kastade därmed skålen bakom sig. Detta upprepades tre gånger och man tog sedan det som varsel för det nya året om hur skålen fallit. Ett dåligt omen var om skålen landade upp och ned, vilket kunde förebåda död under året.
Både offerbesvärjelsen och varseltolkningen anses av en del forskare som mycket ålderdomliga.